# James Knox
|  | No confondre amb James Knox Polk, polític estatunidenc |

James Knox (Kendal, Cúmbria, 4 de novembre de 1995) és un ciclista anglès, professional des del 2016, actualment a l'equip Deceuninck-Quick Step.

## Palmarès
- 2012
  - Vencedor d'una etapa al Tour de Gal·les júnior
- 2013
  - Vencedor d'una etapa al Tour de Gal·les júnior

### Resultats al Giro d'Itàlia
- 2019. No presentat (13a etapa)
- 2020. 14è de la classificació general
- 2021. 53è de la classificació general
- 2022. 81è de la classificació general

### Resultats a la Volta a Espanya
- 2019. 11è de la classificació general
- 2023. 65è de la classificació general